# Cetinski dekanat
Cetinski dekanat je teritorijalno-pastoralna jedinica u sastavu Splitsko-makarske nadbiskupije i metropolije. Osnovan je 1834. godine, a ime je dobio po rijeci Cetini po kojoj ime nosi i Cetinska krajina na području koje se nalazi najveći dio župa ovog dekanata. U prošlosti se nazivao Sinjski dekanat po gradu Sinju, političkom, upravnom i kulturnom središtu Cetinske krajine, a određeno vrijeme, prije Drugog svjetskog rata, nazivao se i Triljski dekanat po tadašnjem sjedištu dekanata - Trilju.
Danas dekanat ima 22 župe: Bajagić, Bitelić, Budimir, Čaporice, Gala-Gljev, Grab, Hrvace, Otok, Potravlje, Ruda, Sinj, Strizirep, Tijarica, Trilj, Turjaci, Ugljane, Vojnić-Gardun, Voštane-Rože, Vrlika, Vrpolje-Čačvina, Zasiok i Zelovo. Sve župe pripadaju Splitsko-dalmatinskoj županiji.

## Povijest
Područje dekanata bilo je naseljeno još u dalekom prapovijesnom razdoblju, kao i u predilirskom i ilirskom periodu. Iz rimskih vremena sačuvani su mnogi povijesni spomenici (rimski vojni logor na Gardunu, sjedište VII. rimske legije, rimski grad Aequum [današnji Čitluk] itd.). Pronađeni su i ostaci starokršćanskih crkava, ponajviše u vrličkoj, sinjskoj i otočkoj župi.
Hrvati su se na ove prostore doselili u 7. stoljeću i osnovali župu Cetinu u sastavu Bijele Hrvatske. Najpoznatiji starohrvatski spomenik u ovom kraju je crkva sv. Spasa kod izvora rijeka Cetine, podignuta u 9. stoljeću, oko koje je otkriveno veliko starohrvatsko groblje. Na više mjesta nalaze se i nalazišta iz kasnog srednjeg vijeka, vremena kada su ovim područjima gospodarili hrvatski velikaši iz obitelji Nelipića.
Krajem 15. stoljeća provalili su Turci iz Bosne i osvojili Cetinsku krajinu, koju su zadržali pod svojom vlašću sve do Morejskog rata (1684. – 1699.), kada je najvećim dijelom oslobođena. Za vrijeme osmanlijske vlasti brigu o katoličkim vjernicima vodila su dvojica bosanskih franjevaca, ali ne kao župnici u određenim sjedištima župa, nego kao župnici misionari. Jedan je pripadao makarskom, a drugi ramskom samostanu.
Nakon austrijsko-turskog rata, mirom u Požarevcu 1718. godine granica između Mletačke Republike u Dalmaciji i Osmanskog Carstva pomaknuta je s rijeke Cetine na vrhove planine Kamešnice gdje se i danas nalazi. Za Morejskog rata u Cetinsku krajinu doselilo se novo stanovništvo iz Bosne i Hercegovine pod vodstvom franjevaca.
Dekanat je utemeljen 1834. godine, a nekoć je bio razdijeljen na 6 vicedekanata sa sjedištima u Sinju, Bajagiću, Grabu, Ugljanama, Dicmu Donjem i Docu Donjem. Poslije Drugog svjetskog rata došlo je do reorganizacije tog velikog dekanata koji je tada imao 30 župa. Radi uspješnije komunikacije među župnicima i pastoralne aktivnosti, dekanat je smanjen tako što su neke župe izdvojene i prikljućene drugim dekanatima. Tako su Biorine pripale Imotskom, a Dicmo Donje, Dicmo Gornje, Koprivno i Bisko Kliškom dekanatu, a Donji Dolac, Gornji Dolac (Srijane) i Trnbusi Poljičkom dekanatu.
U dekanatu gradovi su Sinj, Trilj i Vrlika te općine Hrvace i Otok. Na cijelom području postoji svega devet osnovnih i četiri srednje škole. Prema popisu iz 2001. u Cetinskom dekanatu živjelo je 48.180 stanovnika, od kojih je bilo 398 pravoslavnih.